# メスの戦い
メスの戦い（メスのたたかい）は、第二次世界大戦中にアメリカ軍とドイツ国防軍との間で行われた戦いのことである。この戦いはノルマンディー上陸直後、フランスのメスで行われた。アメリカ第3軍によるメスへの攻撃は防衛側のドイツ軍の激しい抵抗に直面、両軍とも多大な犠牲者を出すこととなった 。戦いは数週間続いたが、防衛強化をかなり行っていたメス市は1944年11月、アメリカ軍が占領した。戦いは残存ドイツ軍が降伏した後、連合軍の勝利に終わった。

## 背景
メスはモーゼル川とセーユ川の間に位置し、防衛をかなり強化され、いくつかの砦、監視所とそれを結ぶ塹壕、トンネルで構成されていた。1940年、フランスがドイツ軍に占領された時にはメスも占領され、フランス降伏後にはドイツに併合された。ナチスの高官たちには非常に多くのメス出身のドイツ陸軍将校がおり、メスはドイツの都市であることは明白であると考えていた。その時点では、ドイツ国防軍はメスを重要箇所と考えておらず、メスの防衛施設から多くの砲門、器材を取り外し、他の地区へ運び去った。
しかし、連合軍のノルマンディー上陸後、ドイツ軍が占領している地域へ迅速な進撃を始めた時、メスの防衛を組織化するようドイツ軍の命令が出たことと、関連した部隊の進撃対象となったことにより、重要な地域と化した。1944年8月末までに、ドイツ軍はなんとか関連した部隊の進撃を行うことができた。そして新たに登場したアメリカ第3軍は西部戦線でドイツ軍の防衛線に直面、西部戦線の停滞に至った。1944年3月、ドイツ総統アドルフ・ヒトラーの命令によれば、要塞の指揮官は必要な場合、それらの要塞が取り囲まれたとしてもそれを保持、降伏は総統が承認した場合のみ可能とされていた。アメリカ第3軍（司令官ジョージ・パットン）はヴェルダンに到着、ドイツのザール地域に対する脅威をもたらしていたことから、9月前半、メスはアメリカ軍の命令に従うことを要求された。ドイツ軍の命令はこの戦略により、西の壁を強化して多くの時間を稼ぐつもりであった。防衛はドイツ第1軍（司令官オットー・フォン・クノーベルスドルフ）によって行われた。メス近郊に配置されたドイツ軍は4個半師団の戦力に等しかった。

## 戦い
モーゼル川方面へ偵察活動を行う間、アメリカ第XX軍団の装甲騎兵部隊は1944年9月6日、ドイツ軍第17SS装甲擲弾兵師団の部隊と遭遇した。9月18日、ドイツ装甲部隊は再びアメリカ軍偵察部隊と遭遇した。アメリカ軍はこの地域にドイツ軍が存在していることを予想しておらず、広がって配置されていた部隊をまとめなければならなかった。この遭遇の後、小規模な攻撃がアメリカ軍によって行われた。
最初の攻撃がアメリカ第5歩兵師団によって行われ、メス北方に橋頭堡を確保しようとした。その後にメスへ別の攻撃が続けられたが、これはドイツ軍により撃退された。そしてもう一つの攻撃において、アメリカ軍はメス南方のモーゼル川全域で小規模な橋頭堡を確保した。

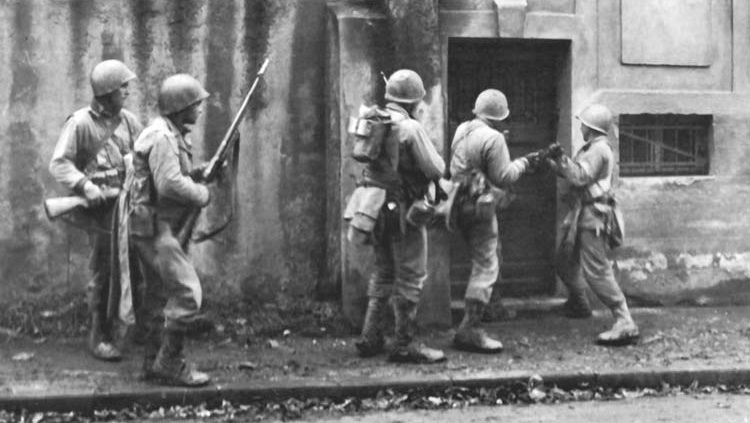
メスで個々の住宅の確認を行うアメリカ第5歩兵師団の兵士、1944年11月19日

9月末までにメス北方に配置されていたドイツ軍部隊はメス南方へ再配置、いくつかの部隊もメスから撤退した。この新たな進展の後、アメリカ第XII軍団はもう一つの攻撃を開始したが、ドイツ軍防衛部隊に撃退された。この間、第XX軍団は要塞の防衛を減少させる方法を実験、訓練計画を実施した。この時までに、アメリカ軍は東からメス背後を攻撃することを決定した。
11月3日、アメリカ軍は新たな攻撃を開始、これは訓練中に開発された戦術を用いたことにより、外部の防衛部隊の捕獲で終了した。11月14日、ハインリヒ・キッテル中将が新たなドイツ軍の司令官に任命された。11月17日までに、アメリカ軍はなんとか砦の大部分の孤立化に成功、メスの攻撃を行っていた。アメリカ軍は11月18日、メス市に入場、11月21日、キッテルは負傷、その後、アメリカ軍の捕虜となった。メスがアメリカ軍によって占領されたため、戦闘は11月22日、正式に終了したが、孤立していた各砦は持ちこたえ続けた。ドイツ軍は11月17日、撤退したが、翌2日間、アメリカ軍はドイツ軍を追撃した。

## その後
直接攻撃はザール川へ進撃するアメリカ第XX軍団のために砲弾や弾薬を用意しておかなければならないため、防衛を行う砦に対して行うことが禁止されていた。しかし、孤軍奮闘していた砦は11月26日、ヴェルダン要塞の降伏の後、1つずつ降伏していった。11月末まではいくつかの砦は持ちこたえていたが、最後まで残ったメス地域の砦、ジャンヌ・ダルク要塞は12月13日、降伏した。
戦いはドイツ軍の敗北に終わったが、ある程度、連合軍の進撃を阻止させるというドイツ軍の意図された目的と一致した。そして退却しているドイツ軍がザール川において組織化した撤退を行い、防衛部隊を組織化することを可能にした。